# Tokelau
Tokelau je skupina tří tropických korálových atolů v jižním Tichém oceánu: Atafu (8°33′6″ j. š., 172°30′3″ z. d.), Nukunonu (9°10′6″ j. š., 171°48′35″ z. d.) a Fakaofo (9°21′55″ j. š., 171°12′54″ z. d.). Politicky jde o nesamosprávné koloniální území Nového Zélandu. Příležitostně se ještě používá i staré koloniální jméno, The Union Islands (anglicky Sjednocené ostrovy). Před rokem 1976 zněl úřední název Tokelau Islands (Ostrovy Tokelau). Výbor pro dekolonizaci při Organizaci spojených národů vede Tokelau na svém seznamu nesamosprávných území.
Tokelau leží asi 500 km severně od Samoy, 3400 km na severoseverovýchod od Nového Zélandu, 3660 km jihozápadně od havajského Honolulu a asi 10 000 km na západ od pobřeží Peru. Atol Nukunonu leží 100 km jihovýchodně od Atafu, Fakaofo leží dalších 70 km na východ od Nukunonu.
Národní doména nejvyššího řádu .tk je k dispozici zdarma. Měna novozélandský dolar (NZD).

## Dějiny

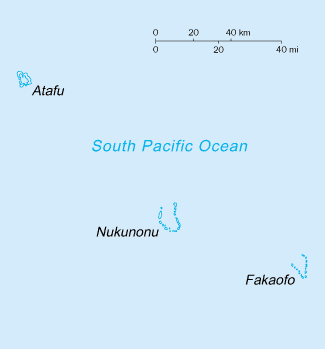
Mapa Tokelau

Tokelau bylo původně osídleno Polynésany, migrujícími z jiných skupin ostrovů. Souostroví bylo objeveno v roce  1765 britským mořeplavcem Johnem Byronem. V roce 1889 se souostroví stalo britským protektorátem a v roce 1916 bylo připojeno k britské kolonii Gilbertovy a Elliceovy ostrovy. 
V roce 1926 byla správa Tokelau předána Novému Zélandu, který vysílá svého administrátora, jehož sídlem je Apia, hlavní město sousední Samoy. Ten přijal v roce 1948 tzv. Tokelau Act, kterým přebírá nad Tokelau plnou suverenitu, jakož i zodpovědnost za jeho obranu. 
Od roku 1977 má Tokelau vnitřní autonomii. V současné době[kdy?] však Tokelauané připravují ústavu a samosprávu, čímž by se svazek Tokelau a Nového Zélandu přiblížil způsobu, jakým je spravováno Niue a Cookovy ostrovy. 
Většina  obyvatel (70 %) patří ke kongregační křesťanské církvi a 28 % jsou římští katolíci. Administrátoři: 1988–1990 Neil Walter / 1990-1993 Graham K. Ansell / 1993–1994 Lindsay Watt / 1994– Brian Absolum. Vedle novozélandského dolaru je místní měnou též tokelauský tala.

## Symboly
Tokelau, závislé území Nového Zélandu, užívá vedle novozélandských symbolů i své vlastní.

### Vlajka
Tokelauská vlajka je tvořena modrým listem o poměru stran 1:2, se žlutou, stylizovanou, polynéskou kánoí. Na vlajce jsou v žerďové části čtyři bílé hvězdy uspořádané do tvaru souhvězdí Jižního kříže.

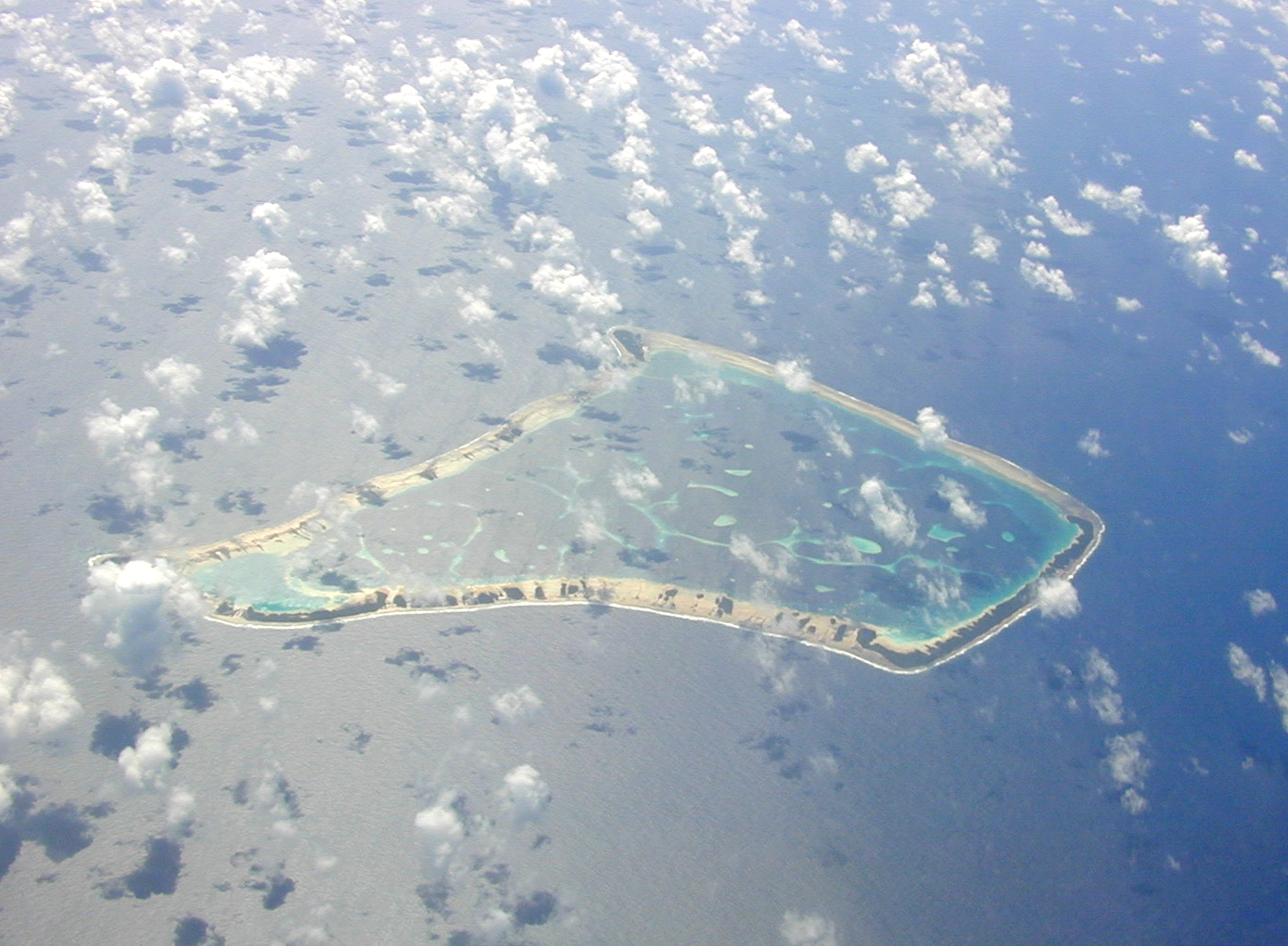
Atol Fakaofo, nejjižnější a nejvýchodnější z tokelauských ostrovů

### Znak
Znak Tokelau je „tuluma“, tradiční, tokelauská, vyřezávaná, dřevěná krabička, kterou používají místní rybáři. Na krabičce je 10 malých stříbrných rout, tvořící kříž. Pod krabičkou je hnědá stuha s nápisem „TOKELAU MO TE ATUA“ (Tokelau pro Boha).

### Hymna
Tokelauská hymna je píseň Te Atua o Tokelau (česky Bůh Tokelau) nebo Tokelau mo te Atua (v překladu Tokelau pro Boha). Autorem hymny je Eric Lemuelu Falima.